# Kukiswumtschorr (Bergwerk)
Das Bergwerk Kukiswumtschorr (russisch Кукисвумчоррский рудник) ist ein seit 1929 in Förderung stehendes Apatit-Nephelin-Bergwerk im gleichnamigen Berg Kukiswumtschorr bei Kirowsk in den Chibinen in der Oblast Murmansk auf der Halbinsel Kola in Russland. Es ist auch unter dem Namen Kirow-Bergwerk (russisch Кировский рудник) bekannt. Abgebaut wird ein zonierter Apatitkörper, der in eine obere, reiche, und eine untere, arme Zone unterteilt wird. Beide Zonen weisen die gleiche mineralische Zusammensetzung auf (Apatit, Nephelin, Aegirin, Feldspat, Titanit), unterscheiden sich jedoch im quantitativen Anteil der einzelnen Minerale und im Gefüge. Die Erze können fein- bis grobkörnig, fleckig oder gebändert sein.

## Lage und Name

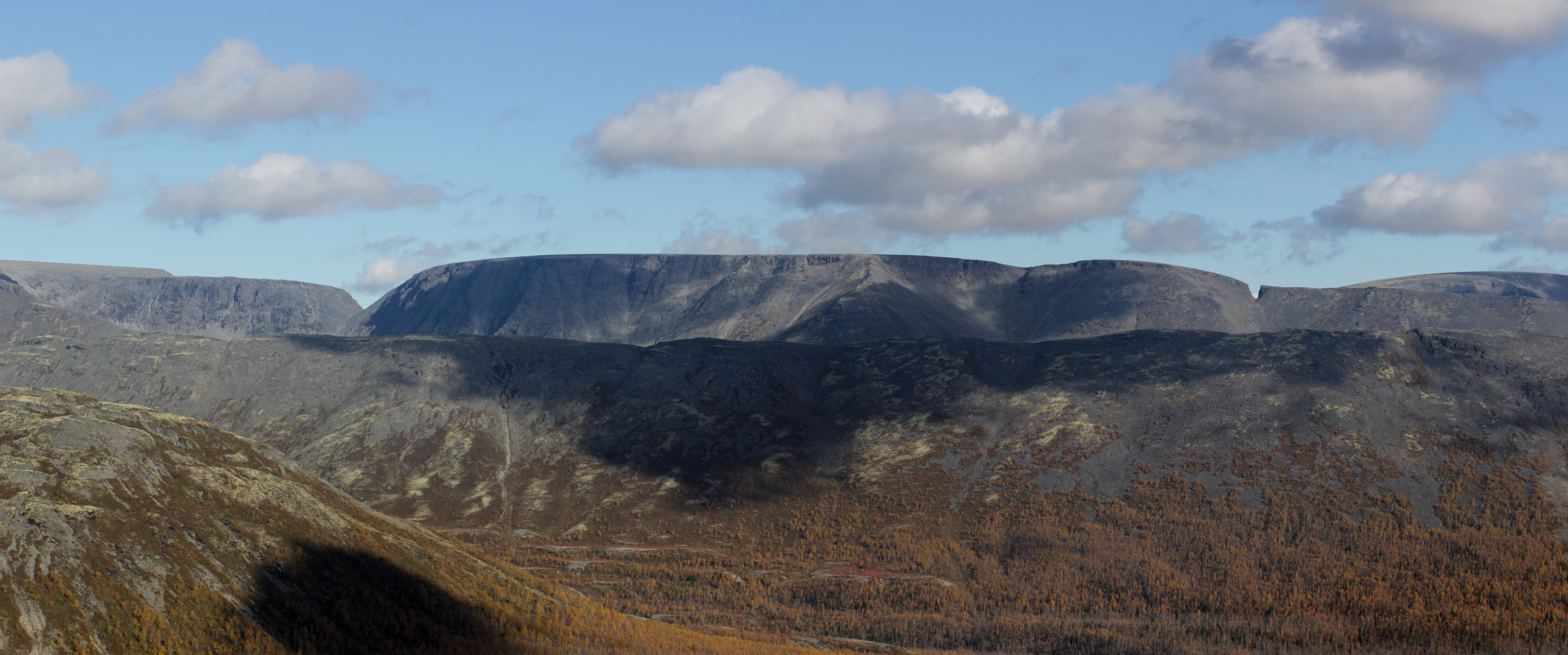
Die Lagerstätte Kukiswumtschorr wurde nach dem gleichnamigen Plateauberg im Zentrum der Chibinen benannt

Die Lagerstätte Kukiswumtschorr erhielt ihren Namen nach dem gleichnamigen Berg mit 1143 m Seehöhe, der sich im zentralen Teil des Massivs der Chibinen befindet und dessen achthöchste Erhebung darstellt. Der Name Kukiswumtschorr (Кукисвумчорр) entspricht der auf amtlichen russischen Karten gebrauchten Schreibung des ursprünglich samischen Namens des Berges in der Bedeutung „Bergmassiv nahe dem Langen Tal“ (wörtlich „langes-Tal-Hochfläche“).
Weitere Lagerstättenteile mit ähnlichem Aufbau und gleicher Mineralisation schließen sich unmittelbar östlich an: Juksporr (russisch Юкспорр), Apatitowy Zirk (russisch Апатитовый цирк „Apatit-Kar“), Raswumtschorr-Plateau bzw. -Tagebau (russisch плато Расвумчорр oder russisch Расвумчоррский рудник) mit dem Tagebau Zentralni (russisch Центральный рудник), dem Steinbruch Koaschwa (russisch карьер Коашва) mit dem Tagebau Wostotschni (russisch Восточный рудник) sowie dem Steinbruch Njorkpachk (russisch Ньоркпахкский карьер) und Oleni rutschej (russisch Олени ручей „Rentierbach“). Die Apatitlagerstätten befinden sich im südwestlichen Bogen des Massivs der Chibinen, wo sie einen zusammenhängenden Lagerstättengürtel von 11 km streichender Länge und 2 km in der Richtung ihres Einfallens bilden. Die Bezeichnungen der Lagerstätten leiten sich in der Mehrzahl von Bergmassiven in den Chibinen ab, die fast ausschließlich samische Namen tragen.

## Geschichte
Das Innere der Halbinsel Kola und die Chibinen blieben bis in die zweite Hälfte des 19. Jahrhunderts so gut wie unbekannt. Erst in der Folge der von finnischen Wissenschaftlern im Frühjahr und Sommer 1888 durchgeführten großen Kola-Expedition rückten die Massive der Lowosero-Tundra und der Chibinen in den Fokus des wissenschaftlichen Interesses.
Wilhelm Ramsay und Victor Axel Hackman identifizierten für das Massiv der Chibinen ein postarchäisches Alter, eine lakkolithische Form und eine nephelinsyenitische Zusammensetzung. Aus den Chibinen wurde eine größere Zahl von exotischen Alkaligesteinsarten erstbeschrieben, wobei viele Bezeichnungen – oft von lokalen Namen abgeleitet – von Ramsay und Hackman eingeführt wurden. In allen Fällen handelt es sich um Nephelinsyenite und andere Alkaligesteine, wozu Chibinit, Lujavrit, Foyait, Ijolith, Malignit, Melteigit, Rischorrit, Turjait und Urtit zählen. Ramsay und Hackman definierten auch eine Kristallisationssequenz für die wichtigsten Gesteinsarten: Augitporphyrite → Nephelinsyenite (Khibinite und Foyaite) → Theralite, Ijolithe, Urtite → Umptekite und aplitische Nephelinsyenite → Monchiquite und Tinguaite → Pegmatite → Eudialyt-Aegirin- sowie Titanit-Gänge.
Obwohl keine Mineralogen, identifizierten bereits Ramsay und Hackmann drei neue Minerale (Loparit – heute Loparit-(Ce) –, Yuksporit und Mangan-Neptunit – heute Manganoneptunit).

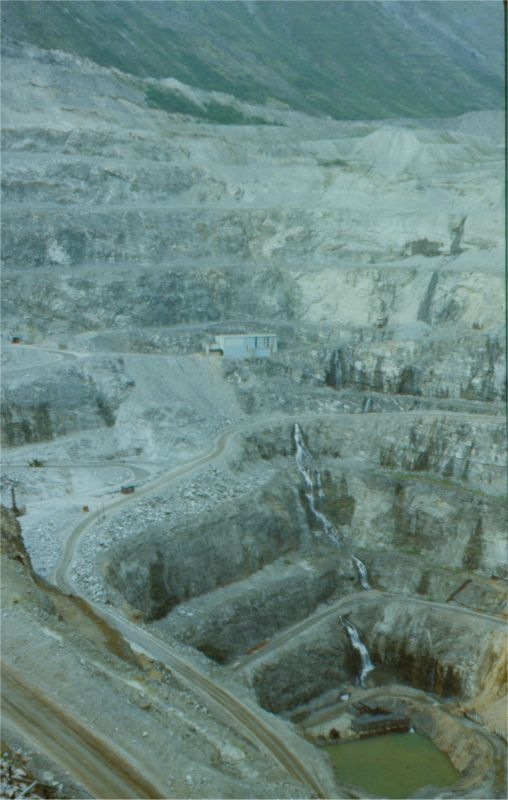
Apatittagebau Saamski (1989)
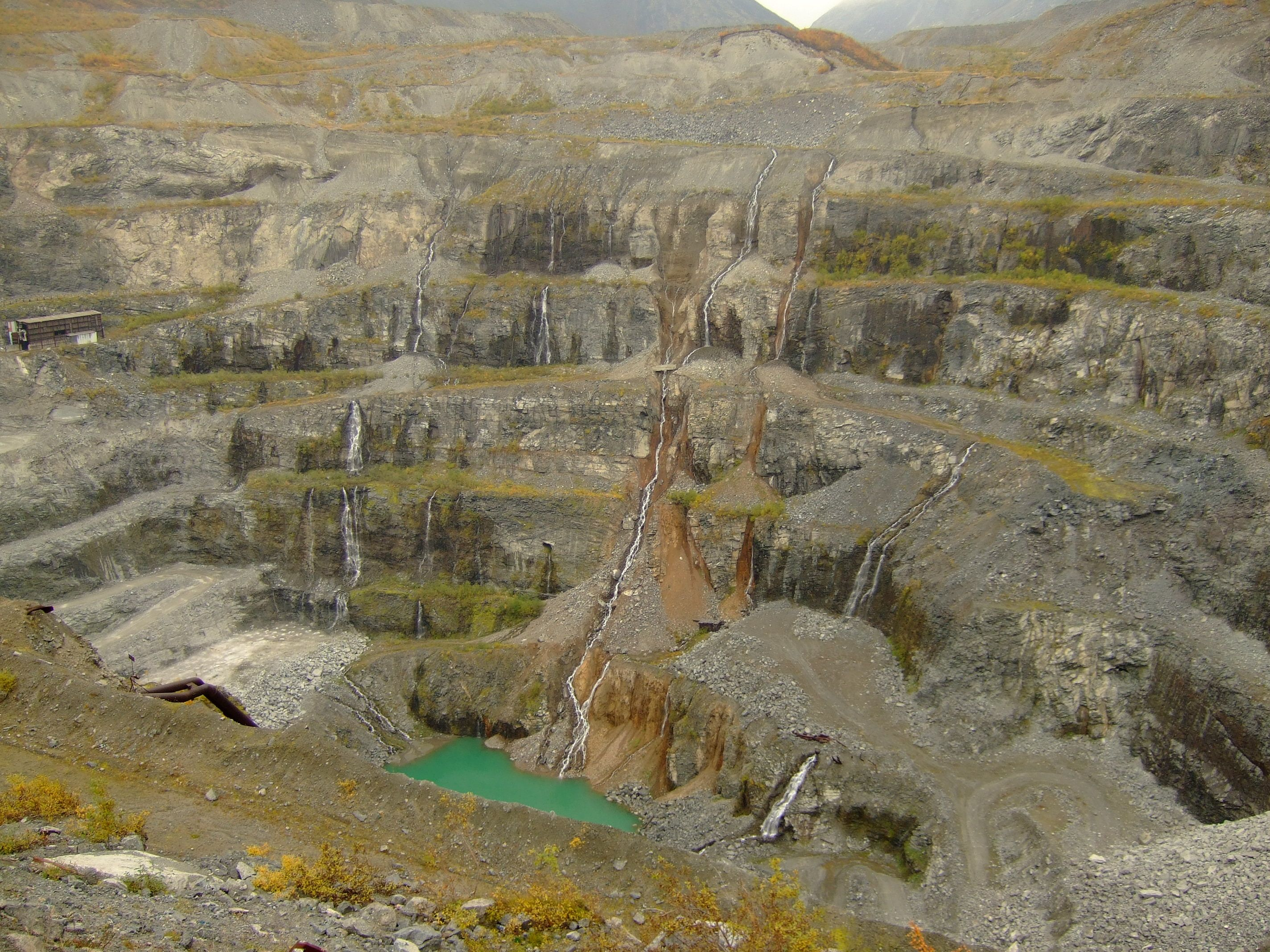
Apatittagebau Saamski (2008)
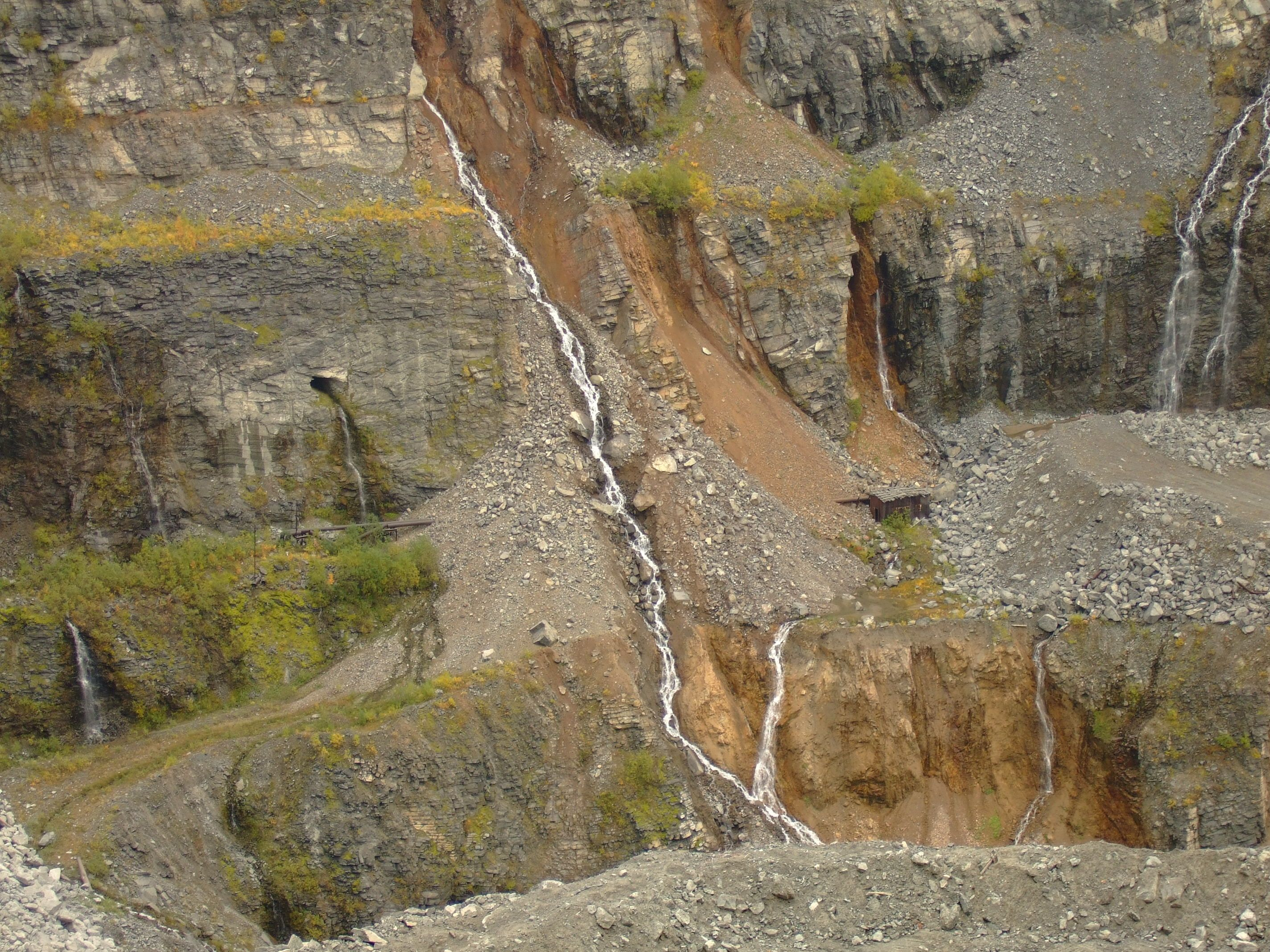
Detail im Apatittagebau Saamski

Die ersten systematischen mineralogisch-geochemischen Untersuchungen der Chibinen fanden unter der Leitung von Akademiemitglied Alexander Jewgenjewitsch Fersman statt. Zu seinem Team gehörten u. a. Elsa Maximilianowna Bonschtedt-Kupletskaja (russisch Эльза Максимилиановна Бонштедт-Куплетская), Irina Dmitriewna Borneman-Starynkewitsch (russisch Иринаы Дмитриевнаы Борнеман-Старынкевич), Pjotr Nikolajewitsch Tschirwinskij (russisch Пётр Николаевич Чирвинский), Michail Pawlowitsch Fiweg (russisch Михайл Павлович Фивег), Wasilij Iwanowitsch Gerasimowskij (russisch Василий Иванович Герасимовский), Nina Nikolajewna Gutkowa (russisch Нина Николаевна Гуткова), Ekaterina Jewtichijewna Kostyljowa-Labunzowa (russisch Екатерина Евтихиевна Костылёва-Лабунцова), Wladimir Iljitsch Kryshanowskij (russisch Владимир Ильич Крыжановский), Boris Michailowitsch Kupletskij (Борис Михайлович Куплетский), Aleksander Nikolaewitsch Labunzow (russisch Александр Николаевич Лабунцов) und Wladimir Iwanowitsch Vlodavets (russisch Владимир Иванович Влодавец). Im Verlauf dieser Expedition wurden 1920 seltene alkalische Minerale entdeckt. Der im südlichen Teil der Chibinen operierende, durch Aleksander Nikolaewitsch Labunzow und Boris Michailowitsch Kupletskij geleitete Expeditionsteil entdeckte im Sommer 1923 an den Hängen des Südlichen Raswumtschorr („Berg des grasigen Tales“) Bruchstücke feinkörnigen Apatits. Zwei Jahre später konnte Labunzow auf einer Fläche von über 10.000 m² Ausbisse von Apatit-Nephelin-Gesteinen lokalisieren. Fersman und Kupletskij entschlüsselten den geologischen Bau des Massivs und prognostizierten Flächen mit Vorkommen von Apatiterz, die sich später als die weltgrößten Apatitlagerstätten herausstellten. Im Bereich der Berge Kukiswumtschorr, Juksporr und Raswumtschorr wurden große Körper von Apatit-Nephelin-Gesteinen gefunden; in der Folge konnte die geologische Struktur des Massivs weiter verfeinert und die wichtigsten Arten von Pegmatit-Erzgängen sowie deren geologische Position entschlüsselt werden. Die ersten Untersuchungsergebnisse zur Petrografie, Mineralogie und Geochemie der Chibinen veröffentlichten Fersman und seine Mitarbeiter bereits 1923. Die Entdeckung der Apatitlagerstätten wurde 1928 mitgeteilt.
Die Bergbaugeschichte der Chibinen begann 1928, als V. I. Vlodavets die erste industrielle Bewertung der Apatitlagerstätten vornahm, welche die große industrielle Bedeutung der Lagerstätte demonstrierte. Kurz darauf wurde der „APATIT-Trust“ mit dem Ziel gegründet, Apatitkonzentrate herzustellen. Die gesamte spätere Geschichte der Untersuchungen der Chibinen und der industriellen Entwicklung der gesamten Kola-Halbinsel war mit der Tätigkeit des „APATIT-Trusts“ verbunden, der heute in „APATIT Joint-Stock Company“ („Apatit JSC“, russisch АО «Апатит») umbenannt wurde. Von 1930 bis 1933 wurden zunächst nur die reichhaltigen gefleckten und gebänderten Erze im Tagebau abgebaut, doch im Jahre 1933 wurde ein unterirdisches Bergwerk aufgefahren. Es wurde in sowjetischer Tradition nach Sergei Mironowitsch Kirow, einem wichtigen sowjetischer Staats- und Parteifunktionär, als „Kirow-Bergwerk“ (russisch Кировский рудник) benannt.
„APATIT JSC“ ist eine Tochter der PhosAgro-Gruppe (russisch ФосАгро), einem russischen Düngemittelhersteller mit Firmensitz in Moskau und derzeit größter Europa|europäischer Hersteller von Phosphat-Düngern.

## Geologie

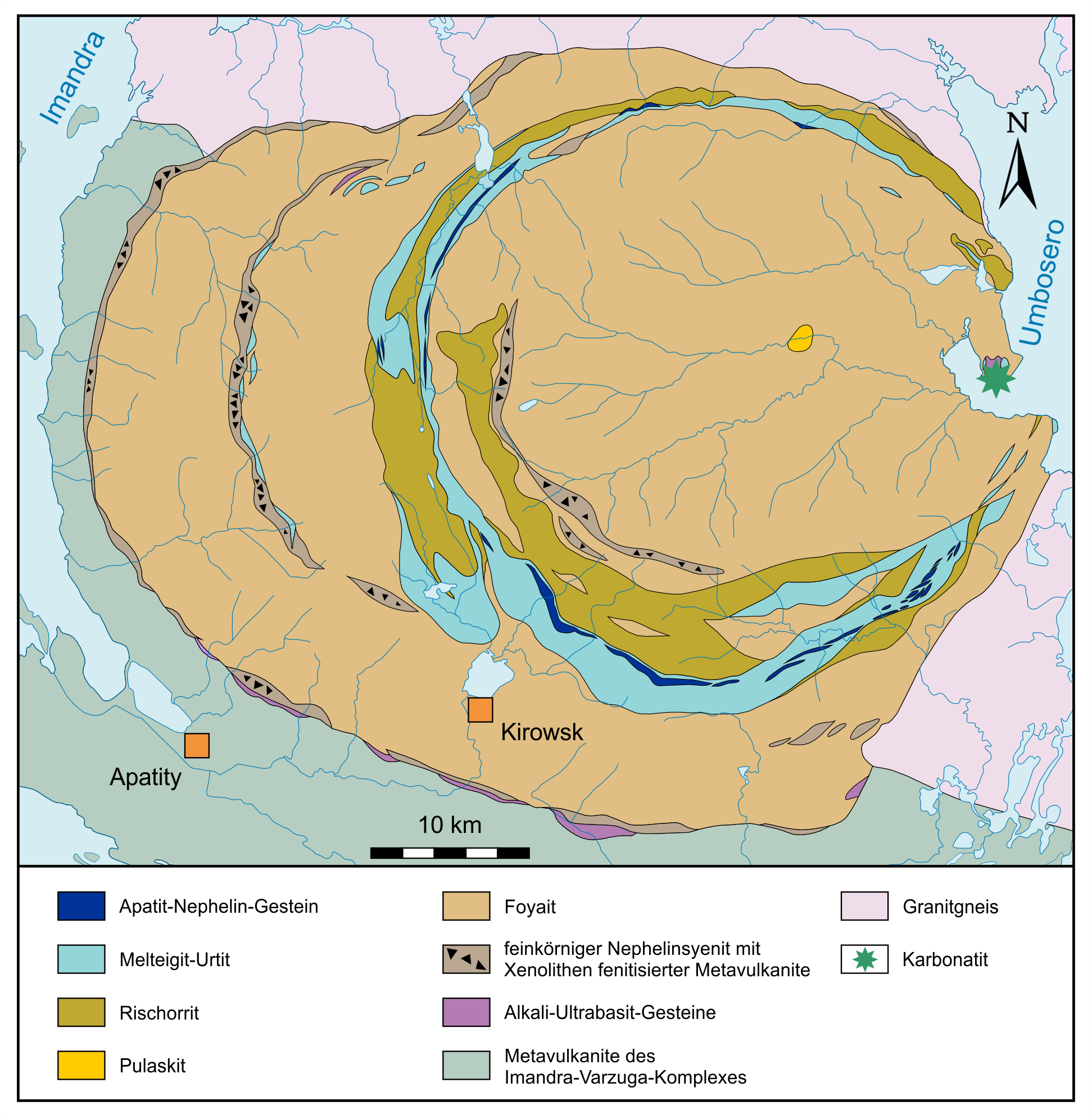
Geologische Übersichtskarte der Chibinen

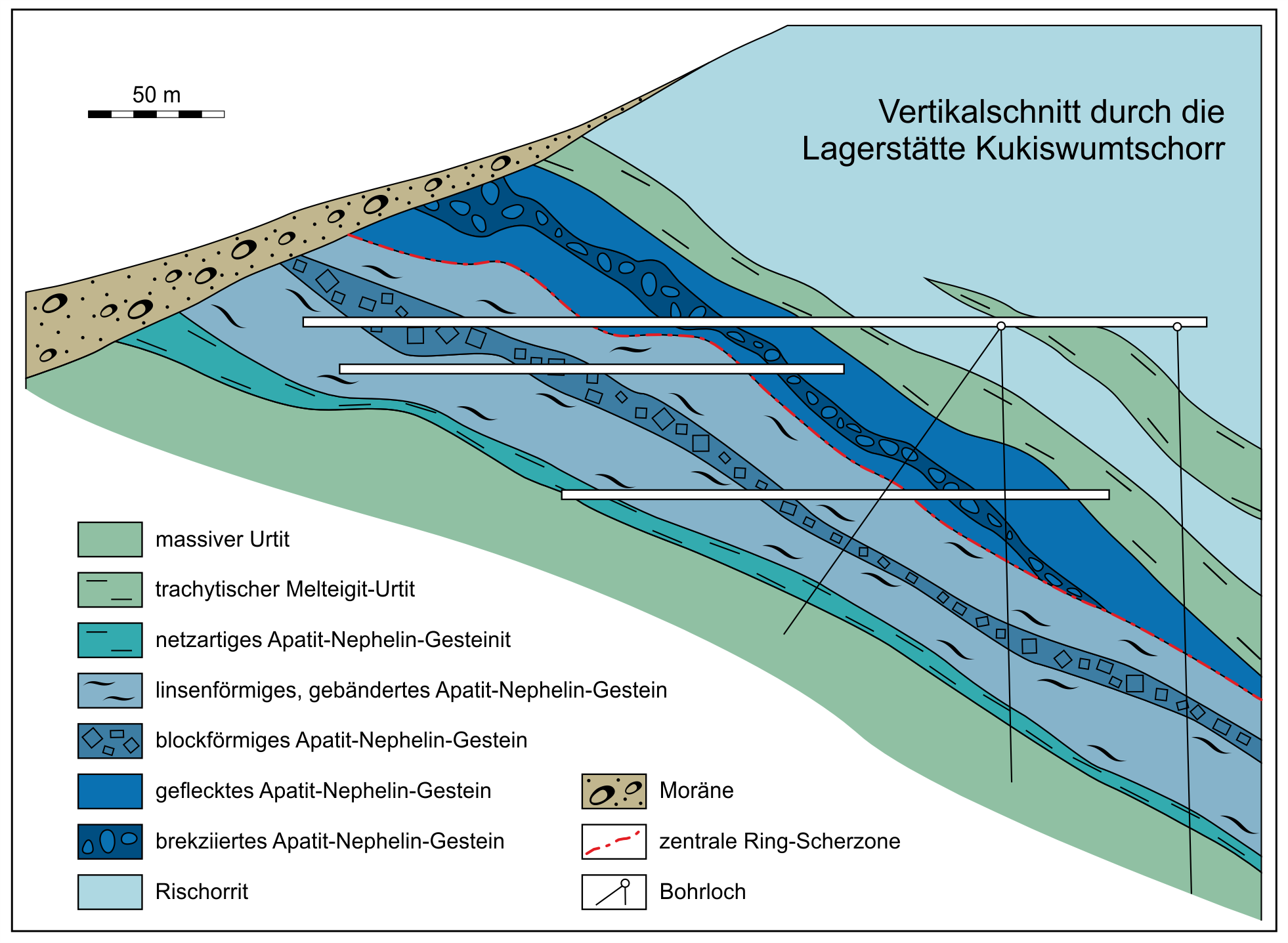
Vertikalschnitt durch die Lagerstätte Kukiswumtschorr

Die Chibinen gelten als größte Nephelinsyenit-Intrusion und als eines der größten Alkaligesteinsgebiete der Welt der Welt. Das gesamte Massiv stellt eine komplizierte, mehrphasige Intrusion dar, weist variszisches Alter auf und ist in archaische Granitgneise, Schiefer und proterozoische vulkanosedimentäre Gesteine entlang steiler Außenkontakte eingebettet, die mit geophysikalischen Methoden bis in eine Tiefe von 7 km verfolgt wurden. Während der Intrusionsphasen bewegte sich das Zentrum der magmatischen Aktivität von West nach Ost, wodurch auch die hufeisenförmige Ausbildung der beiden Massive entstand.
Aus den Chibinen wurde eine größere Zahl neuer Gesteinsarten beschrieben, wobei viele Bezeichnungen – oft von lokalen Namen abgeleitet – von Wilhelm Ramsay eingeführt wurden. In den meisten Fällen handelt es sich um verschiedene Varietäten von Nephelinsyeniten, wozu Chibinit, Lujavrit, Foyait, Ijolith, Malignit, Melteigit, Rischorrit, Turjait und Urtit zählen.
Die frühesten Intrusionen sind alkalische und nephelinische Trachyte und Rhomben- und Nephelinporphyre, die im westlichen Teil des Massivs einen steil einfallenden Körper mit einer Mächtigkeit von 0,5 km bilden. Die acht verschiedenen Zonen des Komplexes können – ausgehend von der Peripherie bis zum Zentrum – wie folgt beschrieben werden: Alkalisyenite (Umptekit) und Nephelinsyenite → massive und trachytische Khibinite → Rischorrite (Biotit-Nephelinsyenite), Ijolithe, Urtite, Apatit-Nephelin-Gesteine → Melteigite, Ijolithe und Urtite → heterogene Nephelinsyenite und Foyaite → Karbonatite.
Die ausgedehnten, spätmagmatischen Apatit-Akkumulationen der Chibinen sind räumlich und genetisch mit der Intrusion der Ijolith-Urtite verbunden. Diese Gesteine sind entlang der Grenze des äußeren Chibinit- und inneren Syenitkomplexes eingedrungen. Das Apatitgestein tritt in großen, linsenförmigen Körpern am Kontakt der stratifizierten Ijolith-Urtite (Liegendes) und Rischorrite (Hangendes) auf. Die Apatitlagerstätten befinden sich im südwestlichen Bogen des Massivs, wo sie einen zusammenhängenden Lagerstättengürtel von 11 km streichender Länge und 2 km in der Richtung ihres Einfallens bilden. Der Apatitkörper kann in zwei verschiedene Zonen unterteilt werden, von denen die obere reicher mineralisiert ist als die untere, deutlich ärmere Zone.
Die qualitative mineralische Zusammensetzung ist mit Apatit, Nephelin, Aegirin, Feldspat und Titanit in beiden Zonen identisch. Sie unterscheiden sich jedoch im quantitativen Anteil der einzelnen Minerale sowie im Gefüge. So existieren Erze, die fein- bis grobkörnig, fleckig oder gebändert sind. Illustrationen zur Textur und zum Gefüge der der verschiedenen Erze in den Chibinen existieren u. a. in den Arbeiten von Victor N. Yakovenchuk und Kollegen sowie
Gregory Yu. Ivanyuk und Kollegen.

## Lagerstätte Kukiswumtschorr

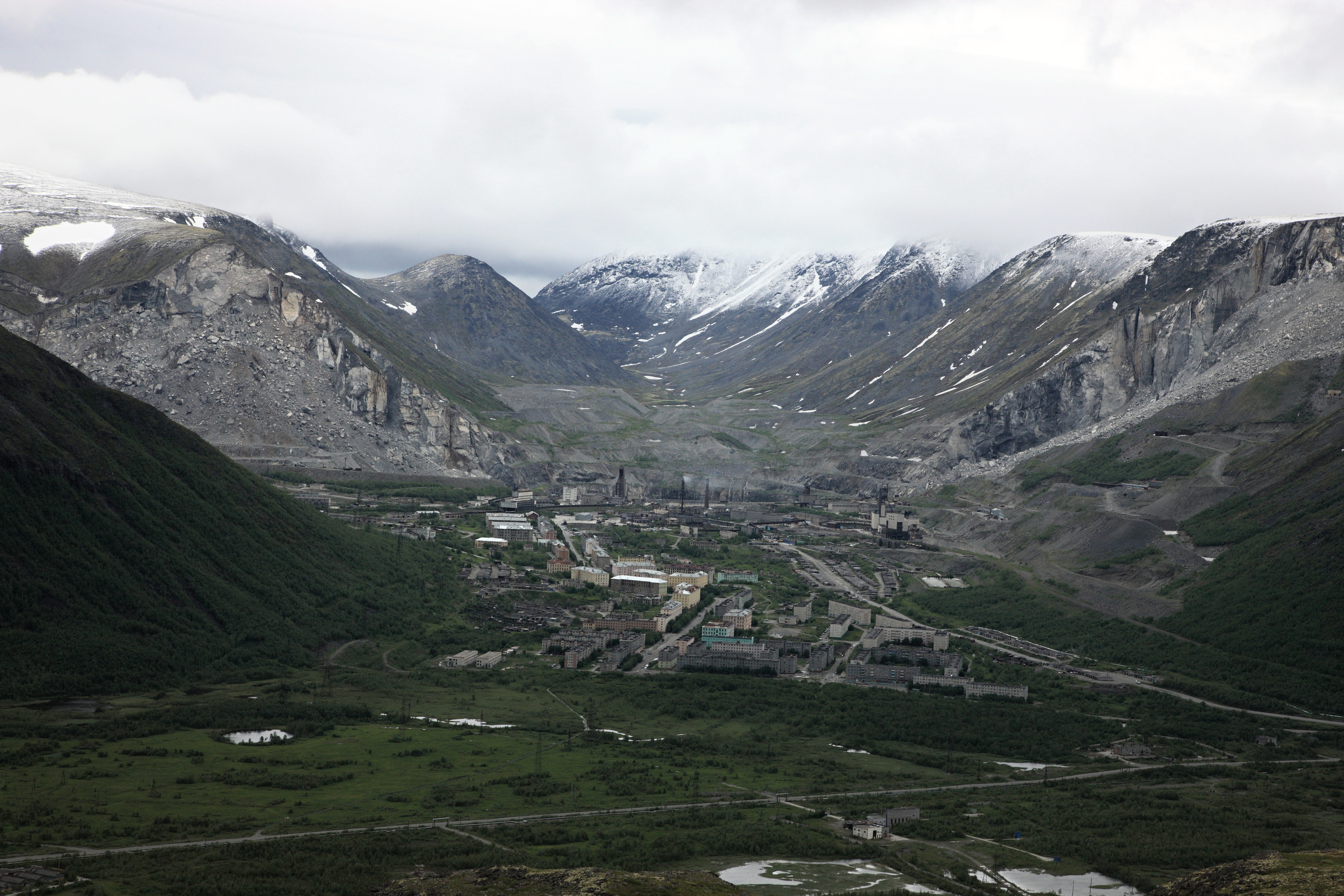
Übersichtsaufnahme von Lagerstätte und Bergwerk Kukiswumtschorr

Derzeit stehen in den Chibinen sieben Apatitlagerstätten in Förderung: „Kukiswumtschorr“ mit „Kirow-Schacht“, „Juksporr“, „Apatitowy Zirk“, „Raswumtschorr Plateau“ mit dem Centralnij-Tagebau, „Koaschwa“ mit dem Tagebau „Wostotschny“, „Njorkpachk“ und „Oleni Rutschej“. „Kukiswumtschorr“ wurde als erste entdeckt und ist damit die älteste Apatit-Nephelin-Lagerstätte der Chibinen, steht aber immer noch in Förderung. Ihr geologischer Aufbau ist – verglichen mit den östlicher gelegenen Lagerstätten – einfach, aber besonders typisch (vgl. dazu den nebenstehenden Vertikalschnitt durch die Lagerstätte).

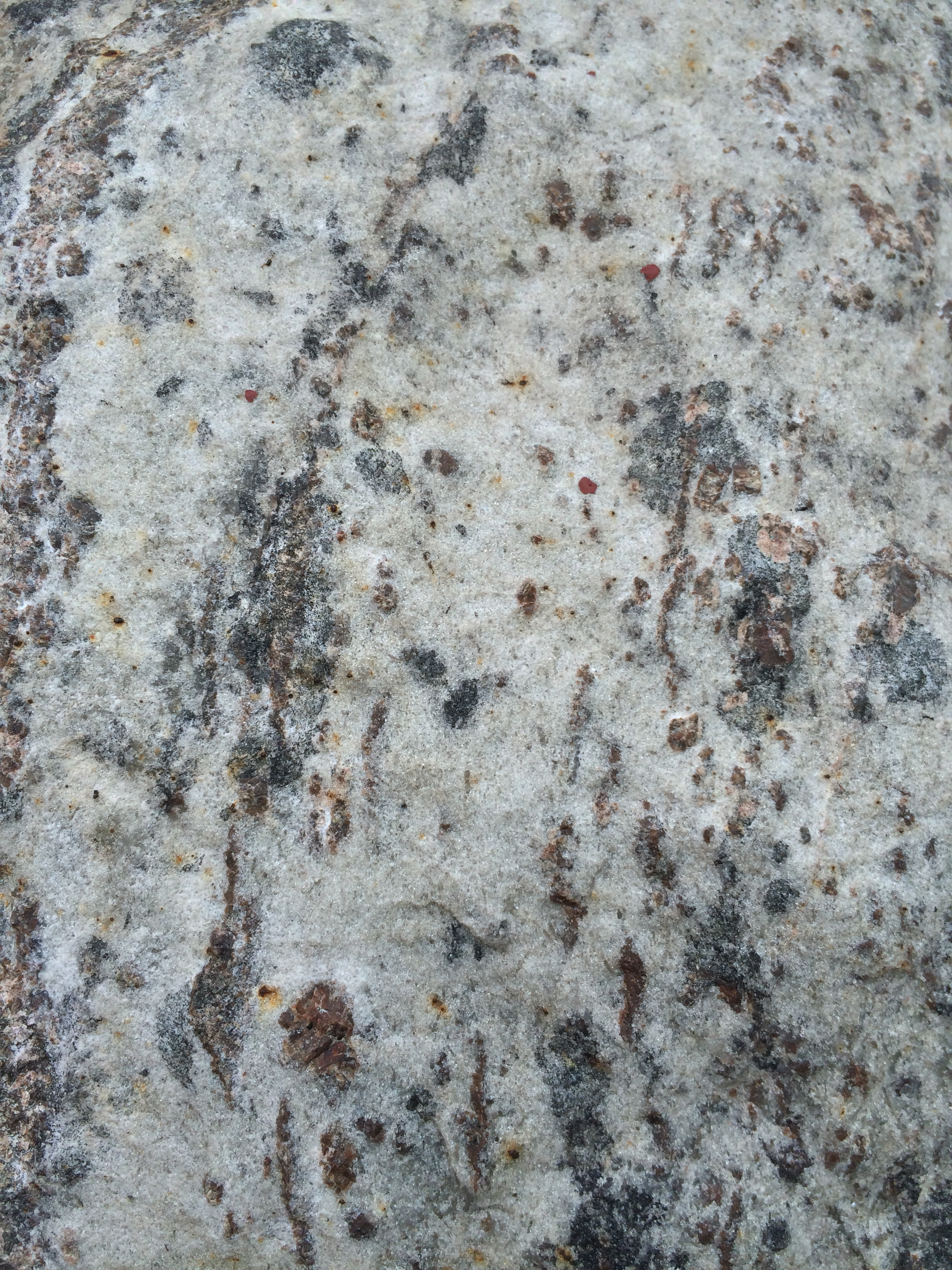
Apatit-Nephelin-Erz aus den Chibinen

Die Apatit-Nephelin-Lagerstätte Kukiswumtschorr wurde 1921 von einer Gruppe von Geologen unter der Leitung von Akademiemitglied Alexander Jewgenjewitsch Fersman entdeckt, als im Tal am Südhang des Berges reiche Apatiterze gefunden wurden. Die Lagerstätte besteht aus Apatit-Nephelin-Gesteinen in einer großen linsenförmigen Struktur, die mit 26° bis 32° nach Nordosten einfällt. Sie ist an der Nordflanke 40 m und im Süden bis zu 180 m mächtig und weist eine streichende Länge von 1850 m auf. Die Linse besitzt eine zonierte Struktur, bei der der Apatitgehalt vom liegenden Kontakt mit dem Urtit des Nebengesteins zum oberen Kontakt im Hangenden zunimmt.
Vom Liegenden zum Hangenden wechselt die Zonierung von apatithaltigem Urtit über retikulierte, dann linsenförmige, gebänderte, blockförmige (etwa 27 Gew.-% P2O5), fleckige und brekziierte (etwa 17 Gew.-% P2O5) Apatit-Nephelin-Gesteine („Apatiterze“) hin zum hangenden Kontakt mit Feldspaturtit, Malignit und Rischorrit, der durch eine dünne Zone aus titanitreichem Gestein gekennzeichnet ist. Eine zweite parallele, 5 bis 30 m breite Linse aus Apatit-Nephelin-Gesteinen befindet sich etwa 10 bis 50 m unterhalb des Haupterzkörpers.
Die Lagerstätte wird von einer großen konischen 0,2–2,5 m breiten Scherzone begleitet, die mit einem Winkel von etwa 45° zum Zentrum des Massivs einfällt und durch gneisartige Apatit-Nephelin-Gesteine, Brekzienzonen, Schichten aus Ijolith, Juvit und Malignit sowie Pegmatit- und hydrothermale Gänge gekennzeichnet ist. Stellenweise wird in den Nebengesteinen und niedriggradigen Erzen entlang der konischen Hauptscherzone ein System von flach (10–45°), seltener auch steil (45–70°) einfallenden Störungen beobachtet. Die bis zu 2 m breiten Verwerfungen sind hauptsächlich mit Ijolith-Urtit-, Pegmatit- und hydrothermalen Gängen gefüllt. Die Verwerfungsbeträge überschreiteten 10 m nicht. Verfaltungen sind im zentralen Teil der Erzlinse am weitesten verbreitet, können aber in allen Erzvarietäten beobachtet werden. Die größten Falten sind bis zu 100 m lang und sind komplex mit mehreren Ordnungen kleinerer Falten gleicher Form und Ausrichtung aufgebaut. Mitunter können Faltenzonen, die am deutlichsten in Apatit-Nephelin-Gesteinen des Hauptkörpers sichtbar sind, auch in den sich unter dem Haupterzkörper und in der kleineren untersten Apatit-Nephelin-Gesteinslinse befindenden Urtiten beobachtet werden. Die Gebiete mit der intensivsten Verfaltung befinden sich in der Nähe der Brekzienzonen.
Brekzierte Apatit-Nepheline-Erze ähneln „zerfallenden Eisflüssen“. Die Fragmente in den Brekzien variieren in der Größe von mehreren Zentimetern bis 100 m und mehr und sind zufällig ausgerichtet. Sie können in Ijolith-Urtit oder Juvit sitzen oder ohne sichtbare Gesteinsmatrix miteinander verbunden sein. Durch die blockförmigen Erze, die aus einer mit der Faltung synchronen, sehr großmaßstäblichen Brekziierung resultieren, setzen mitunter jüngere Brekzienzonen aus kleineren Fragmenten hindurch. Im Norden wird die Lagerstätte durch die radiale Kukiswumtschorr-Störungszone begrenzt, welche 0,2–3,0 km breit ist und den Mineralgehalt zahlreicher hydrothermaler Gänge definiert. Dazu zählen primitive Aegirin-Mikroklin- und Natrolith-Gänge ohne seltene Minerale, die weit von den Störungen entfernt sind, sowie Natrolith-Gänge mit SEE-Karbonaten, die sich in der Nähe der Störungen befinden. Die Kukiswumtschorr-Störungszone selbst ist durch mineralisierte Gänge gekennzeichnet, die aus Natriumkarbonaten mit Villiaumit und Natriumphosphaten bestehen.
Die Lagerstätte wurde ursprünglich über den Tagebau „Saamski“ (russisch Саамский карьер) erschlossen, der aber seit den 1990er Jahren auflässig ist. Heute erfolgt der Abbau nur noch über den „Kirow-Schacht“ (russisch Кировский рудник).

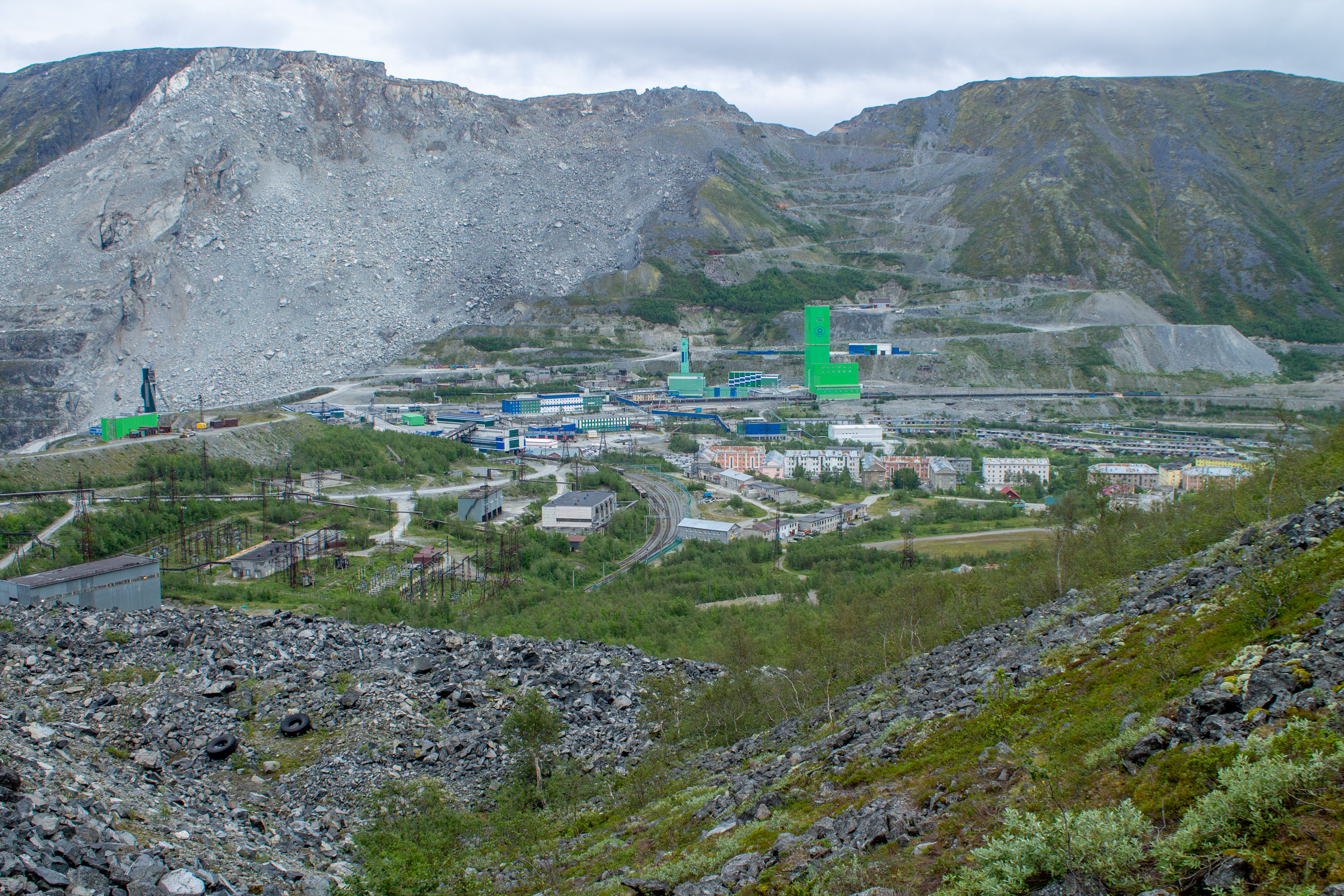
Lagerstätte Kukiswumtschorr mit Kirow-Haupt- und Wetterschacht
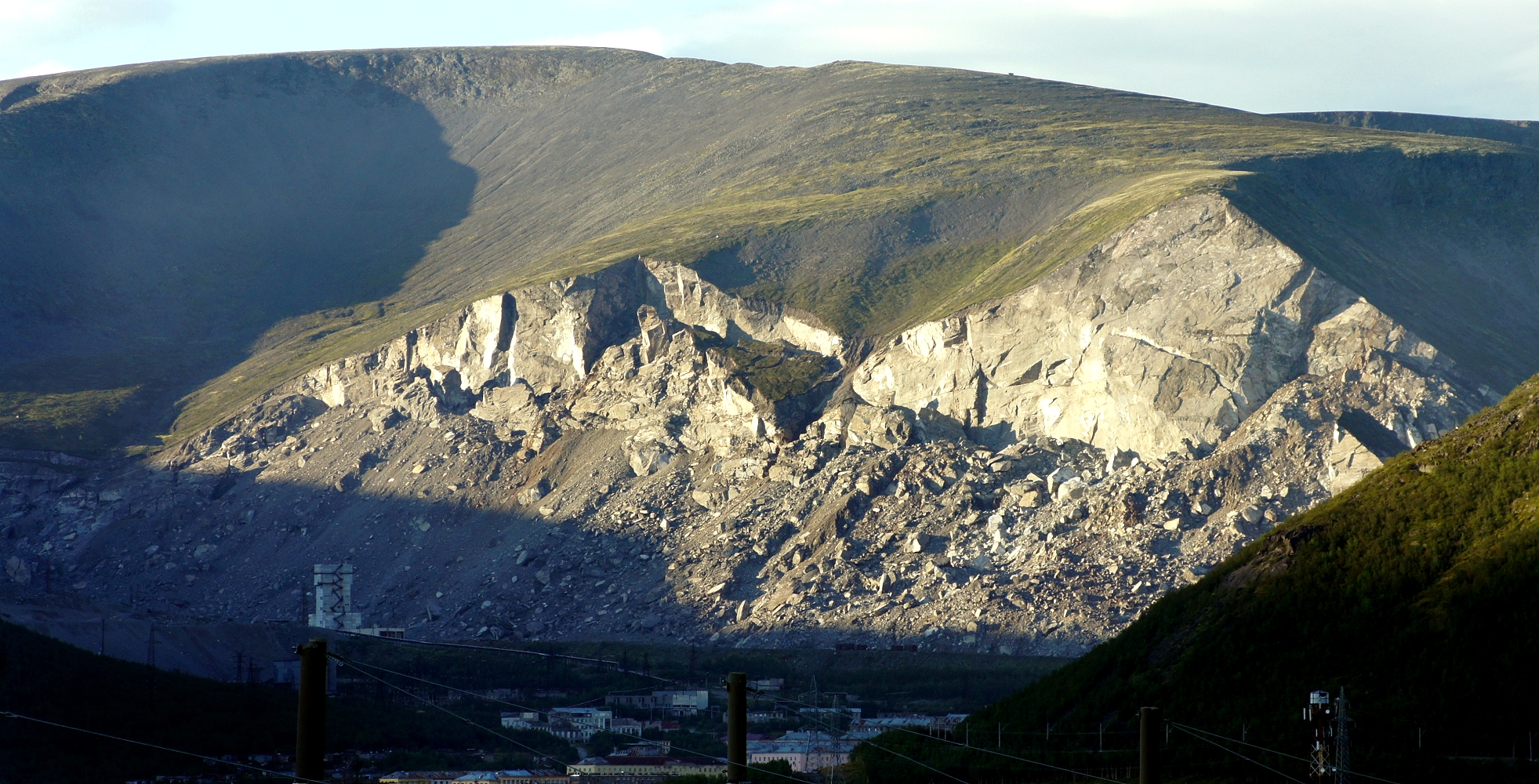
Lagerstätte Kukiswumtschorr. Nördlicher Steinbruch im Tal des Wortkeuaiw.
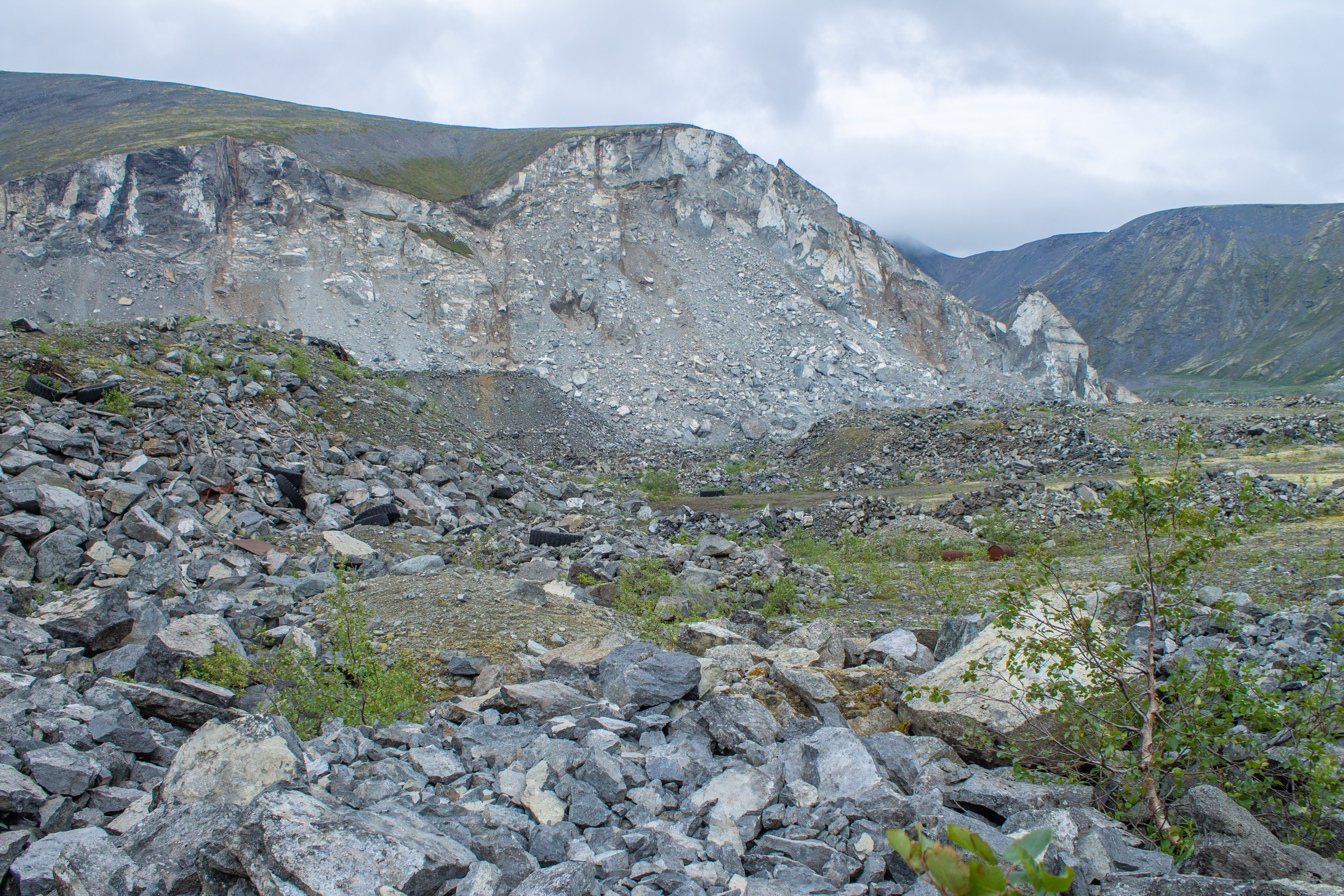
Halden der Lagerstätte Kukiswumtschorr
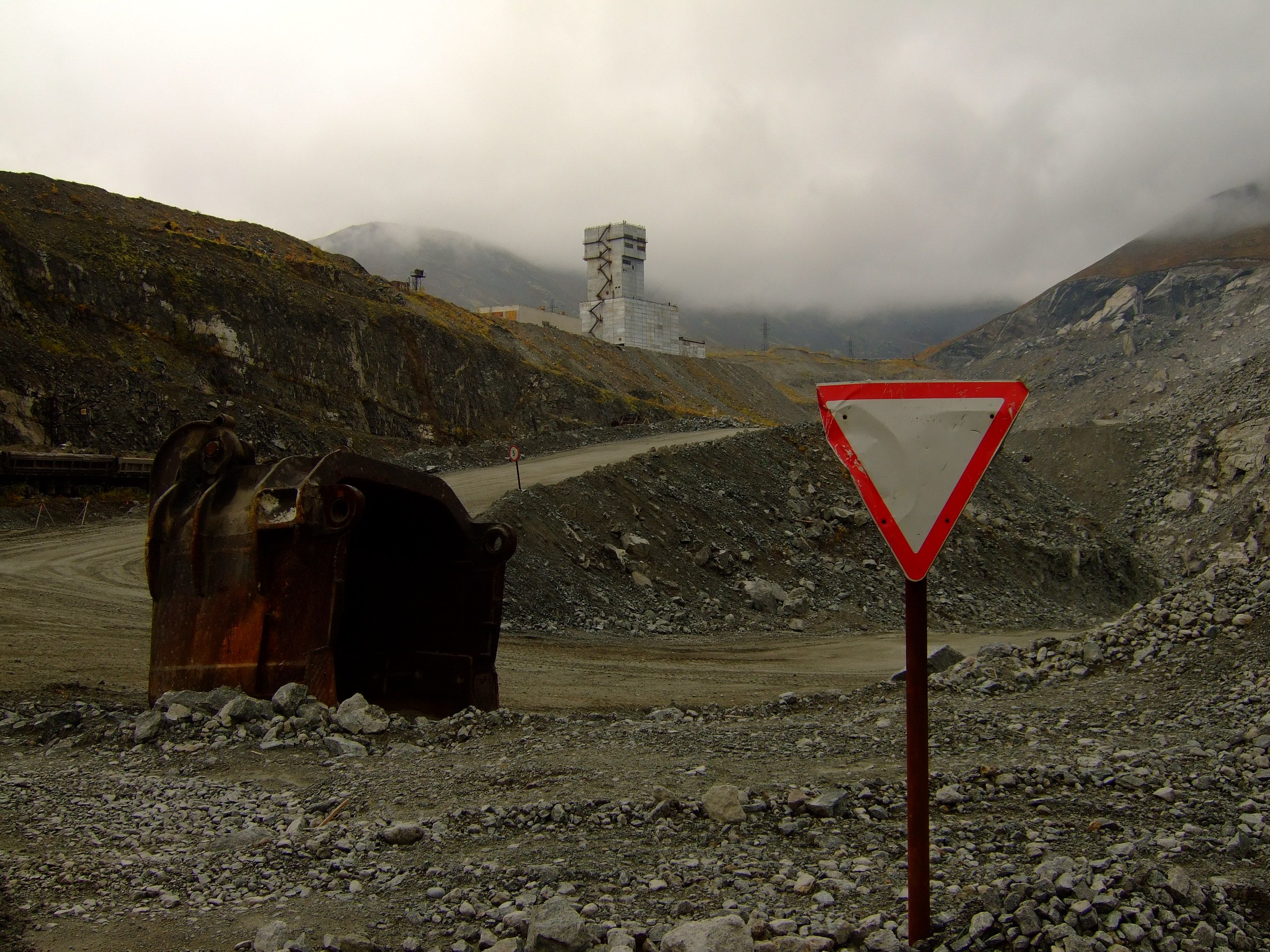
Im Nördlichen Steinbruch
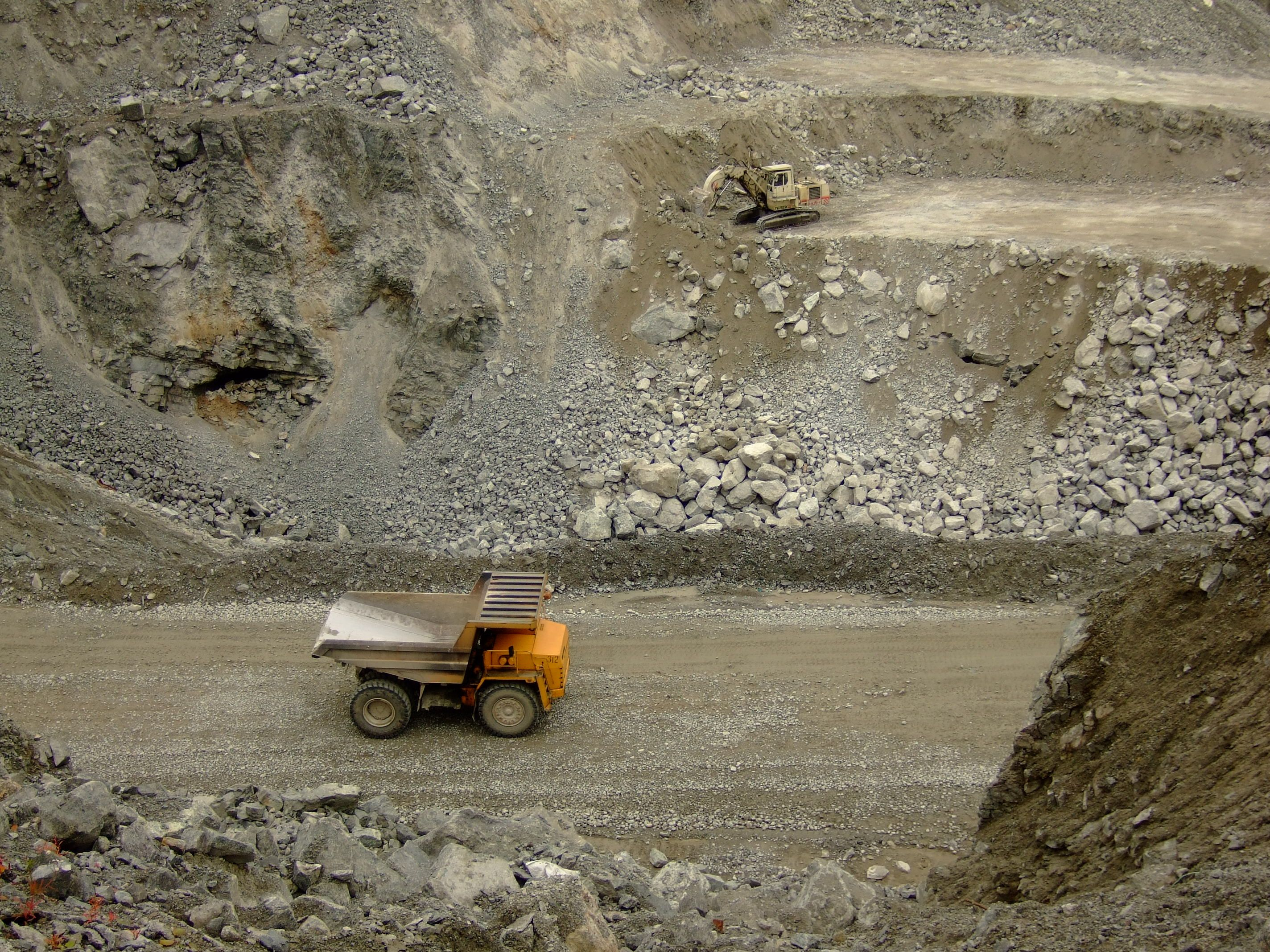
Erztransport mit Muldenkipper

## Abbauzahlen und Vorräte
Wie in allen der in den Chibinen in Förderung bzw. Abbau stehenden Lagerstätten wird auch in der Lagerstätte Kukiswumtschorr hauptsächlich Apatit und als Nebenprodukt Nephelin gewonnen.
Im Jahre 2020 wurden in den Bergwerken von „Apatit JSC“ in den Chibinen 37,55 Millionen Tonnen Apatit-Nephelin-Erz gefördert, aus denen 10,541 Millionen Tonnen Phosphatkonzentrat und 1,159 Millionen Tonnen Nephelinkonzentrat gewonnen wurden. Geplant ist, diese Menge auf 41 Millionen Tonnen im Jahre 2027 zu steigern. Die nachgewiesenen Reserven (so genannte „Balance reserves“, Kategorien A + B + C1 + C2) betragen 1.819.836 kt mit einem P2O5-Durchschnittsgehalt von 14,65 %. Für die Lagerstätte Kukiswumtschorr werden Erzreserven („Balance reserves“) in Höhe von 368.549 kt mit durchschnittlich 14,17 % P2O5 angegeben. Mit Ausnahme der Lagerstätte „Koaschwa“ ist Kukiswumtschorr hinsichtlich der P2O5-Gehalte die immer noch reichste Apatit-Lagerstätte der Chibinen.
Bislang hat sich die Tatsache, dass das Massiv der Chibinen eine der weltgrößten Reserven an Metallen der Seltenen Erden bildet, kaum in Aktivitäten der Bergbaukonzerne manifestiert, obwohl in den modernen Aufbereitungsanlagen mittlerweile nicht nur Apatit und Nephelin gewonnen, sondern auch Aegirin-, Titanit- und Titanomagnetit-Konzentrate erzeugt werden. Noch 2012 haben Chakhmouradian und Zaitsev betont, dass jährlich 50.000 bis 60.000 Tonnen SEE  in den Tailings der Düngemittelfabriken landen.
Möglicherweise werden die beträchtlichen Gehalte an SEE, die in den Apatit-Lagerstätten der Chibinen in Fluorapatit und Titanit enthalten sind, aufgrund der starken Nachfrage schon in naher Zukunft eine deutlich größere Rolle spielen.
Die SEE-Gehalte in Fluorapatit und Titanit sind zwar nur relativ niedrig. Kalashnikov und Kollegen kompilieren Gehalte von 37,1 % Fluorapatit und 4,2 % Titanit im Erz der Lagerstätte Kukiswumtschorr, wobei im Fluorapatit dieser Lagerstätte 0,71 % SEE und im Titanit 0,40 % SEE enthalten sind. Allerdings sind die Erzreserven riesig: für die Lagerstätte Kukiswumtschorr werden SEE2O3-Vorräte (A + B + C1 + C2) in Höhe von 1040 kt mit einem Durchschnittsgehalt von 0,25 % SEE2O3 im Erz angegeben. Für das gesamte Massiv der Chibinen werden die gemessenen SEE2O3-Vorräte (A + B + C1) mit 11,5 Mt und einem Durchschnittsgehalt von 0,35 wt % SEE2O3 angegeben. Dazu kommen noch C2-Vorräte von 2,7 Mt mit durchschnittlich 0,40 % SEE2O3.
Die Bergbaulizenz für das Bergwerk Kirow, welches die Lagerstätten Kukiswumtschorr und Juksporr abbaut, gilt derzeit bis zum 31. Dezember 2025.
Die weitere Entwicklung des Unternehmenszweigs „Kirowsk“ des Unternehmens PhosAgro hängt nach eigenen Angaben von der Entwicklung des Untertage- und Tagebaus ab. Die Entwicklung der Rohstoffbasis wird derzeit als Priorität angesehen und die Kapitalinvestitionen von PhosAgro konzentrieren sich auf den Bau neuer Bergbauanlagen, um die stillgelegten zu ersetzen. Weitere Aktivitäten gelten der Produktivitätssteigerung sowie dem Upgrading und dem Erwerb von modernem Bergbau-Equipment.

## Mineralogie

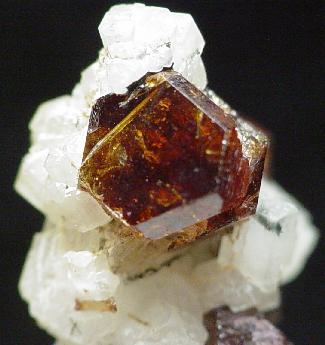
Idiomorpher Eudialyt vom Kukiswumtschorr

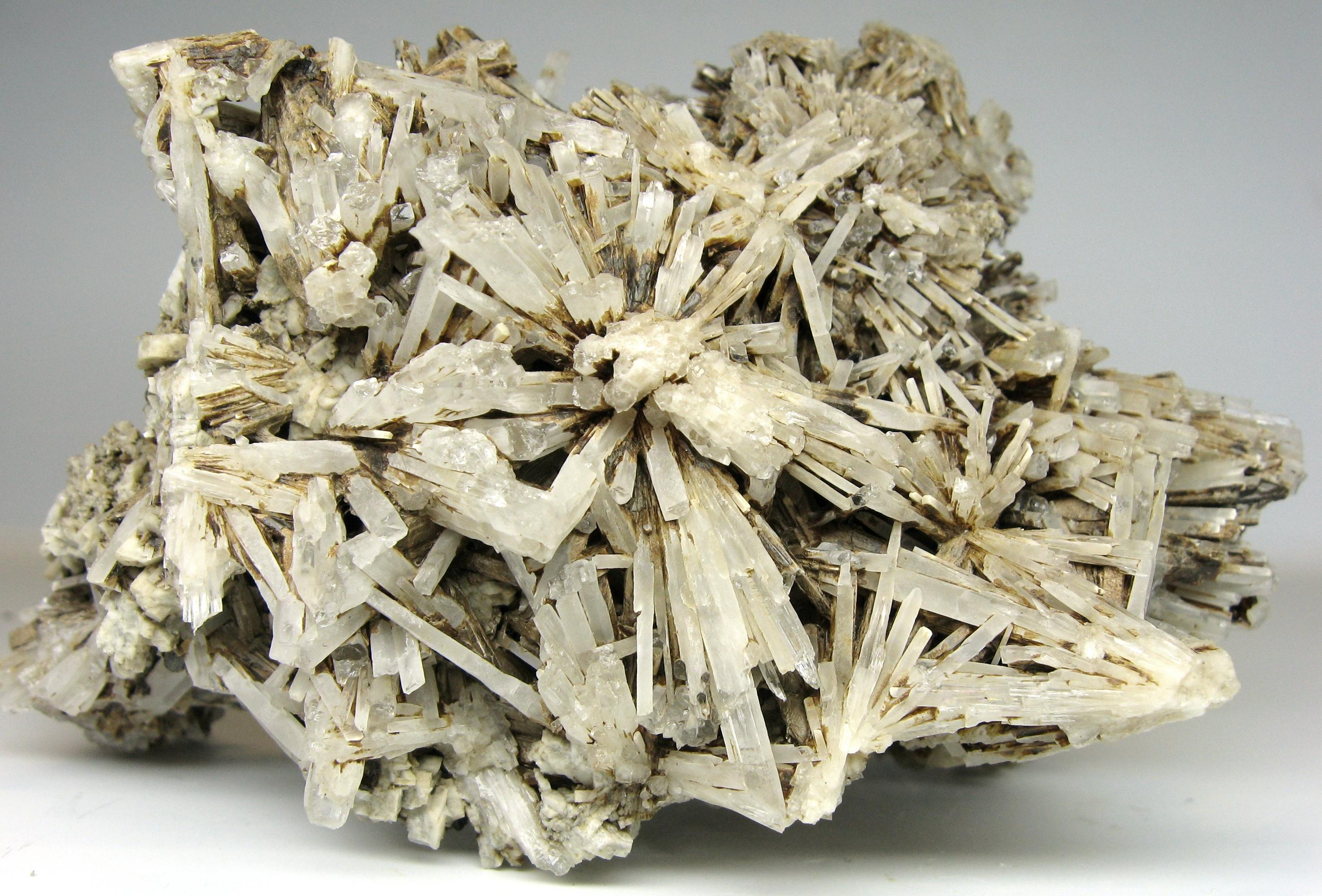
Natrolith, Aggregat aus säulenförmigen Kristallen vom Peak Martschenko

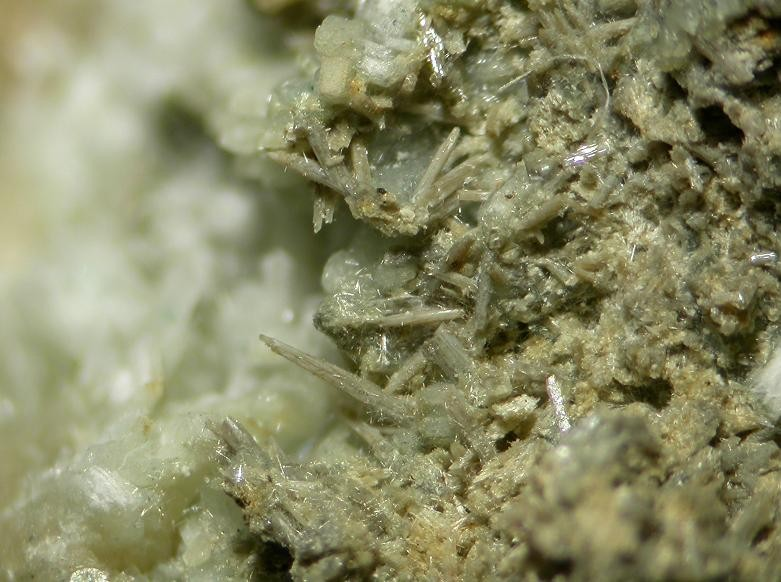
Carbocernait, Lagerstätte Kirowsk

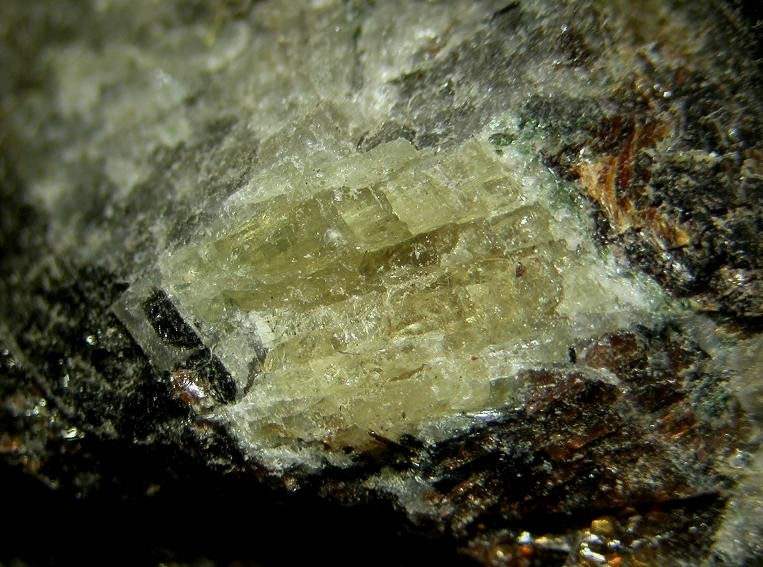
Canasit, Lagerstätte Kirowsk

Der Distrikt „Berg Kukiswumtschorr“ (russisch гора Кукисвумчорр) ist derzeit (Juni 2021) Typlokalität für 31 Minerale, die sich auf die folgenden Einzelfundstellen verteilen:
- der Pik Martschenko (russisch Пик Марченко) (1)
- der Quellbereich des Tuljok, Osthang (1)
- der Hilairit-Pegmatit (russisch Илеритовый пегматит) in der Lagerstätte Kirowsk (russisch Кировский рудник), eine 10 × 1 m große Pegmatitlinse auf der 252-m-Sohle des Bergwerks (2)
- der Nordosthang des Bergs Kukiswumtschorr (1)
- der Gang No. 46 in der Lagerstätte Kirow (1)
- die Lagerstätte Kirow (19)
- der Berg Kukiswumtschorr sensu stricto (6)

Zu den Typmineralen gehören: Ancylit-(La), Armbrusterit, Barytolamprophyllit, Belovit-(La), Bussenit, Fluorcalciobritholith, Fluorcanasit, Ilyukhinit, Isolueshit, Kalifersit, Kazanskyit, Kolskyit, Kukharenkoit-(Ce), Kukharenkoit-(La), Kukisvumit, Labuntsovit-Fe, Lemmleinit-Ba, Lobanovit, Middendorfit, Nafertisit, „Natrokomarovit“, Nechelyustovit, Paravinogradovit, Podlesnoit, Kalium-Arfvedsonit (Kaliumarfvedsonit), Rasvumit, Saamit, Shirokshinit, Sitinakit, Stronadelphit, Tuliokit und Yakovenchukit-(Y).
| Typminerale aus der Lagerstätte Kukiswumtschorr, mit Jahreszahl der Erstbeschreibung                                                                                              |
| - Kukisvumit vom Kukiswumtschorr 1991 - Isolueshit, Lagerstätte Kirowsk 1997 - Lobanovit vom Juksporr 2017 - Rasvumit vom Raswumtschorr 1970 - Tuliokit, Lagerstätte Kirowsk 1990 |